# Quercus buckleyi
Quercus buckleyi es una especie del género Quercus dentro de la familia Fagaceae. Está clasificada en la sección Lobatae; del roble rojo de América del Norte, Centroamérica y el norte de América del Sur que tienen los estilos largos, las bellotas maduran en 18 meses y tienen un sabor muy amargo. Las hojas suelen tener lóbulos con las puntas afiladas, con cerdas o con púas en el lóbulo.

## Distribución y hábitat
Es un endemismo del sur de las Grandes Llanuras del Estados Unidos. Es más pequeño y con más probabilidades de tener múltiples troncos que su pariente cercano, Quercus shumardii. Las dos especies son interfértiles, y los híbridos son comunes a lo largo de una línea desde Dallas a San Antonio. Por lo general alcanza un tamaño de 9 a 15 metros de altura en la madurez, y rara vez alcanza una altura de más de 23 metros. Su nombre científico anterior fue Quercus texana que ahora es el nombre científico de roble de Nuttall y por lo tanto ha dado lugar a mucha confusión al hacer referencia a este roble.
Es un árbol ornamental y de sombra de gran prestigio. En otoño las hojas se vuelven de color rojo vivo y naranja.

## Taxonomía
Quercus buckleyi fue descrita por Cornelius Herman Muller Dorr y publicado en Taxon 34(2): 225–226, f. 7–8. 1985.
Etimología
Quercus: nombre genérico del latín que designaba igualmente al roble y a la encina.
buckleyi: epíteto otorgado en honor del botánico estadounidense Samuel Botsford Buckley.
Sinonimia
- Quercus rubra var. texana Engelm.
- Quercus texana Young[6][7]